# Mnesarete grisea
Mnesarete grisea là loài chuồn chuồn trong họ Calopterygidae. Loài này được Ris mô tả khoa học đầu tiên năm 1918.